# Heliocontia taragma
Heliocontia taragma är en fjärilsart som beskrevs av William Schaus 1904. Heliocontia taragma ingår i släktet Heliocontia och familjen nattflyn. Inga underarter finns listade i Catalogue of Life.